# 中共“南委”机关旧址
中共“南委”机关旧址，位于中国广东省梅州市大埔县枫朗大埔角，为梅州市大埔县的一个县级文物保护单位，类型为近现代重要史迹及代表性建筑，公布时间为1985年4月。
中共“南委”机关旧址的历史年代为1941。